# Isla La Ventana, Baja California
Isla La Ventana är en ö i Mexiko.   Den ligger i delstaten Baja California, i den nordvästra delen av landet, 1 800 km nordväst om huvudstaden Mexico City. Arean är 1,3 kvadratkilometer.
Terrängen på Isla La Ventana är lite kuperad. Öns högsta punkt är 102 meter över havet. Den sträcker sig 1,7 kilometer i nord-sydlig riktning, och 1,4 kilometer i öst-västlig riktning.